# Tekken (gra komputerowa)
Tekken – japońska konsolowa gra (bijatyka) wyprodukowana przez Namco. Gra została wydana w 1994 i 1995 roku, w latach 1995, 1997, 2000 i 2011 wydano jej specjalne edycje.

## Odbiór gry
Tekken był pierwszą grą na PlayStation sprzedaną w milionie egzemplarzy.
Gra osiągnęła rekordy w Guinness World Records: Gamer's Edition 2008, "First PlayStation Game to Sell Over One Million Units" oraz "First Fighting Game To Feature Simulated 3D".